# Falangerins
Els falangerins (Phalangerinae) són una subfamília de marsupials de la família dels falangèrids. Inclou cinc gèneres repartits en dues tribus. Els únics falangèrids que en queden exclosos són les dues espècies de cuscús gros (Ailurops).